# Allophyes alfaroi
Allophyes alfaroi is een vlinder uit de familie uilen (Noctuidae). De wetenschappelijke naam is voor het eerst geldig gepubliceerd in 1951 door Agenjo.
De soort komt voor in Europa.